# Fläckig jätteflygekorre
Fläckig jätteflygekorre (Petaurista elegans) är en däggdjursart som först beskrevs av Müller 1840.  Petaurista elegans ingår i släktet jätteflygekorrar, och familjen ekorrar. IUCN kategoriserar arten globalt som livskraftig.
Inga underarter finns listade i Catalogue of Life. Wilson & Reeder (2005) skiljer mellan 7 underarter.

## Utseende
Fläckig jätteflygekorre är med en kroppslängd (huvud och bål) av 30,5 till 59 cm, en svanslängd av 35,5 till 63,5 cm och en vikt mellan 1,14 och 1,36 kg en av de största flygekorrarna. Artens svans är bra täckt med hår och även på flygmembranen förekommer päls. Pälsfärgen varierar mellan olika populationer men den är allmänt mörk på ovansidan och ljusare vid buken. Ryggen kan vara brun, svart eller rödaktig och ibland finns en mörk linje på ryggens mitt. Dessutom har många individer mer eller mindre stora fläckar på ovansidan. Extremiteterna kan vara brun, svart eller orange.

## Utbredning och habitat
Denna flygekorre förekommer i Asien från östra Nepal och centrala Kina söderut till Borneo och Java (se karta). Arten vistas där i kulliga regioner och i bergstrakter där den når 4000 meter över havet. Habitatet utgörs av olika slags skogar och av angränsande områden med buskar.

## Ekologi
Arten är aktiv på natten. Den vilar på dagen i trädens håligheter. Med hjälp av flygmembranen kan den sväva längre sträckor. Individerna lever troligen i par (liksom rödbrun jätteflygekorre) och reviren av olika par kan överlappa varandra. Fläckig jätteflygekorre äter frukter, nötter, blad och unga växtskott och troligen insekter samt ägg. Per kull föds en eller två ungar. I Nepal dokumenterades honor som gav i oktober di till ungarna.